# Clara Louise Kellogg
Clara Louise Kellogg (Sumter, 9 luglio 1842 – New Hartford, 13 maggio 1916) è stata un soprano statunitense.

## Biografia
Figlia di George Kellogg e Jane Elizabeth (Crosby), nacque a Sumterville, e venne educata a New York alla professione musicale debuttando ivi nel teatro d'opera nel 1861. La sua bella voce di soprano e le doti artistiche la portarono presto al successo. Apparve come prima donna nelle opere italiane a Londra e nei concerti negli anni 1867 e 1868. Da allora fino al 1887 fu una delle più importanti cantanti. Essa cantò spesso a Londra, ma svolse la maggior parte della sua carriera negli Stati Uniti.
Nel 1874 la Kellogg mise insieme una compagnia d'opera divenuta universalmente conosciuta negli Stati Uniti, che diresse con grande energia e abilità. La compagnia venne funestata da una tragedia il 26 maggio 1882, quando due membri annegarono durante un tour. Durante una pausa nel programma della compagnia, il diciannovenne virtuoso pianista Herman Rietzel e il basso George Conly decisero di andare con una barca a remi sul Lago Spofford vicino Chesterfield; nel tardo pomeriggio la barca venne trovata capovolta, ma il corpo di Rietzel non venne recuperato fino al successivo 7 giugno e quello di Conly fino alla settimana seguente.
La Kellogg si ritirò dalle scene dopo il matrimonio con Carl Strakosch, avvenuto a Elkhart il 6 novembre 1886. Nel 1913 pubblicò le sue memorie con il titolo Memoirs of an American Primadonna (New York). Morì a New Hartford.